# Sumida

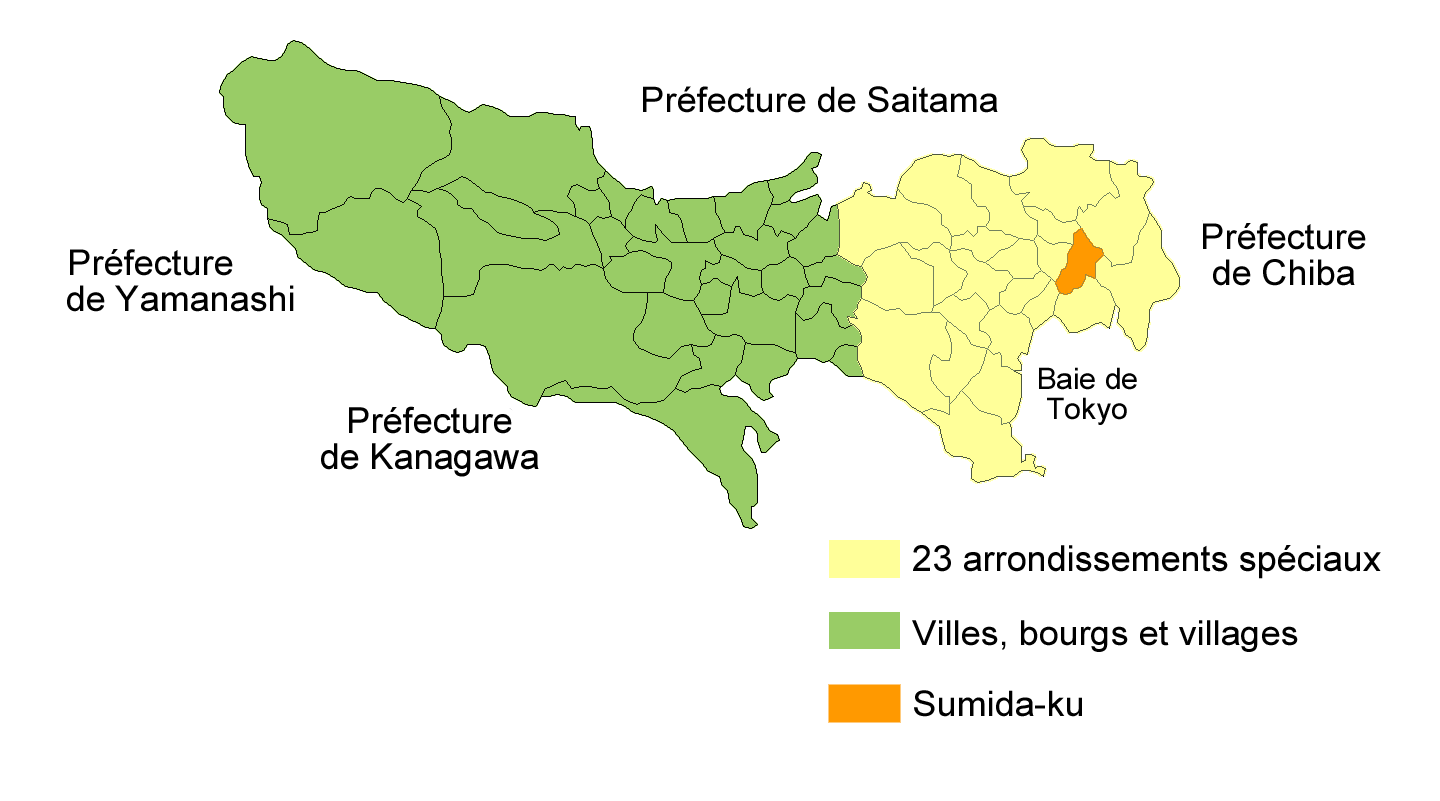
Situació de Sumida-ku a la prefectura de Tòquio.

Sumida (墨田区, Sumida-ku) és un dels 23 barris especials de Tòquio (区, ku) al Japó. El districte va ser fundat el 15 de març de 1947 per la fusió dels districtes de Honjo i Mukojima. Entre 2008 i 2019 la població del districte va pujar de 240.296 269.627 habitants per a una superfície de 13,75 km².

## Barris
- Kinshichō (錦糸町)
- Ryōgoku (両国)
- Honjo (本所)

## Transport

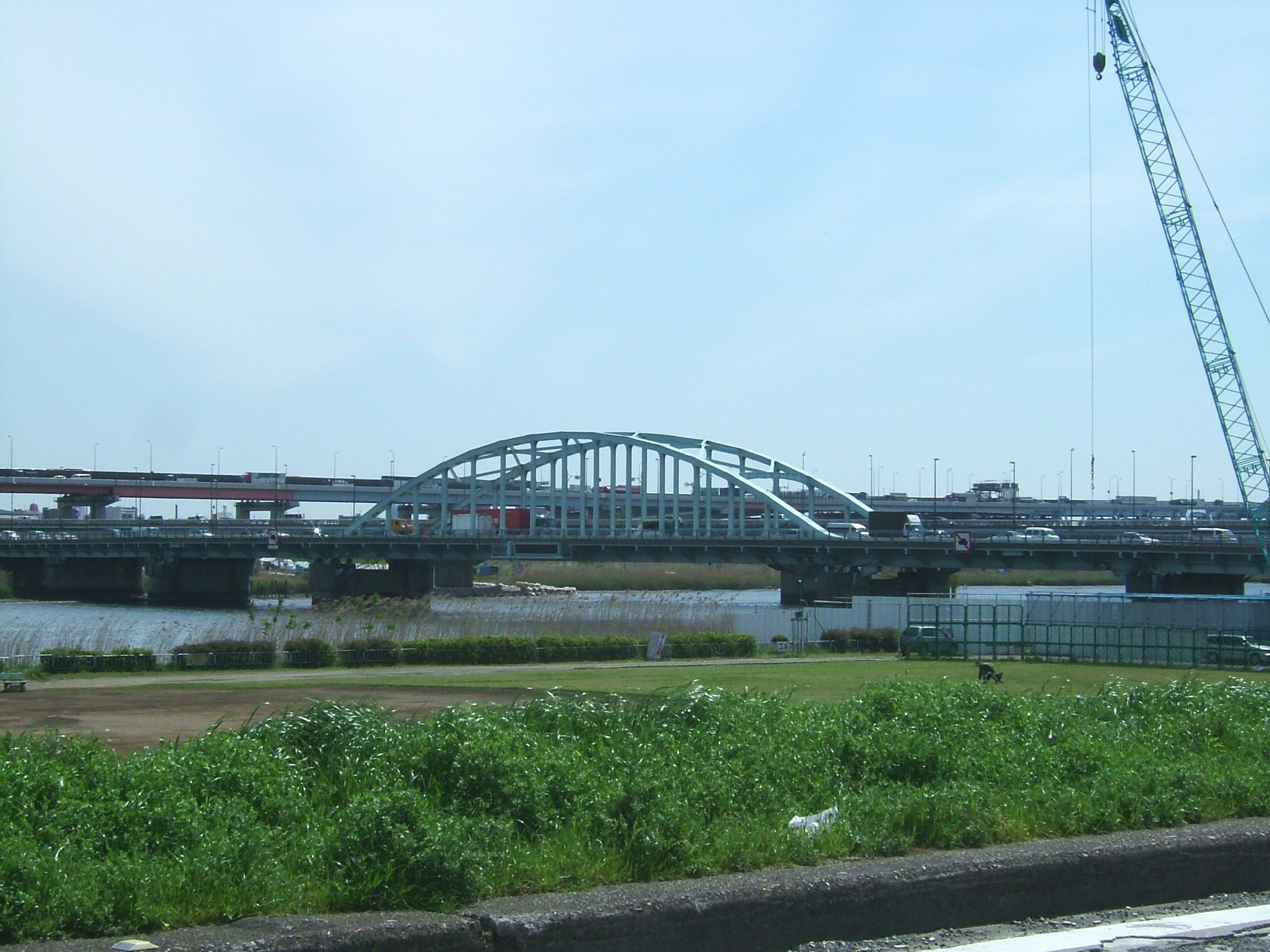
Pont Yotsugi.

### Tren
- JR East
  - Línia Chūō-Sōbegut: Estacions de Kinshichō i Ryōgoku

- Tōbeguda 
  - Línia Isesaki: Estacions de Tòquio Skytree, Oshiage, Hikifune, Higashi-Mukōjima, Kanegafuchi
  - Línia Kemeido: Estacions de Hikifune, Omurai i Higashi-Azuma

- Keisei:
  - Línia Oshiage: Estació de Oshiage, Keisei Hikifune i Yahiro

- Tòquio Metro :
  - Hanzōel meu: Parades de Kinshicho i Oshiage

- Toei
  - Línia Asakusa: Parades Honjo-Azumabashi i Oshiage
  - Línia Shinjuku: Parada Kikukawa
  - Línia Ōedo: Parada Ryōgoku